# Achaea oedipodina
Achaea oedipodina is een vlinder van de familie van de spinneruilen (Erebidae). De wetenschappelijke naam van deze soort is voor het eerst voorgesteld door Paul Mabille in een publicatie uit 1879.

## Verspreiding
De soort komt voor in Kenia, Tanzania, Madagaskar, de Seychellen en Réunion.

## Waardplanten
De rups leeft op:
- Asparagaceae
  - Nolina bigelovii (Torr.) S.Watson
- Euphorbiaceae
  - Acalypha wilkesiana Müll.Arg.
  - Euphorbia milii Des Moul.